# Mavronéri (ort)
Mavronéri är en ort i Grekland.   Den ligger i prefekturen Nomós Kilkís och regionen Mellersta Makedonien, i den norra delen av landet, 300 km norr om huvudstaden Aten. Mavronéri ligger 146 meter över havet och antalet invånare är 671.
Terrängen runt Mavronéri är platt. Runt Mavronéri är det ganska glesbefolkat, med 43 invånare per kvadratkilometer. Närmaste större samhälle är Kilkis, 12,8 km norr om Mavronéri. Trakten runt Mavronéri består till största delen av jordbruksmark.